# Palazzo Ploech
Il Palazzo Ploech è uno storico edificio di Fiume.

## Storia
Il palazzo venne eretto nel 1888 secondo i progetti dell'architetto Giacomo Zammattio. A commissionarne la costruzione fu Annibale Ploech, un meccanico di origine austriaca emigrato a Fiume per lavorare nello Stabilimento Tecnico Fiumano, presso il quale vennero sviluppati i primi siluri. Ploech si distinse all'interno dell'azienda diventandone presto un azionista, e quando l'Italia, la Francia e il Regno Unito iniziarono a fabbricare i propri siluri, egli fece un grande fortuna diventando ricco. Purtroppo Ploech non vide mai il palazzo completato, in quanto morì nel 1884, tuttavia i suoi eredi vi vissero fino al 1988.

## Descrizione
Il palazzo occupa un lotto d'angolo nel centro della città di Fiume. L'edificio presenta uno stile eclettico dalle influenze neobarocche che colloca l'opera nel quadro della corrente dello storicismo centro-europeo. L'angolo curvo è sormontato da una grande cupola, mentre due telamoni sostengono il balcone sopra al grande portale d'accesso.

## Galleria d'immagini

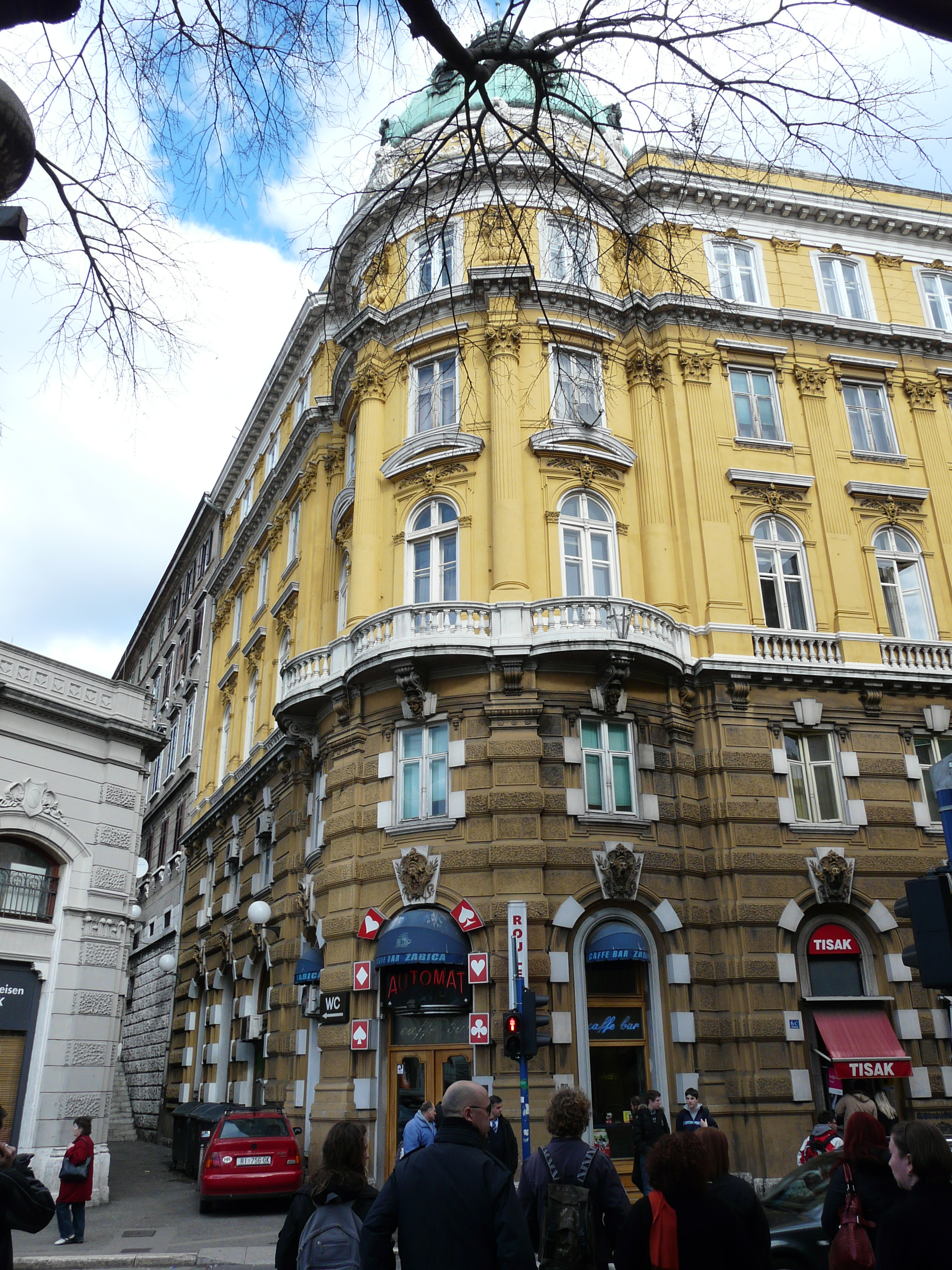
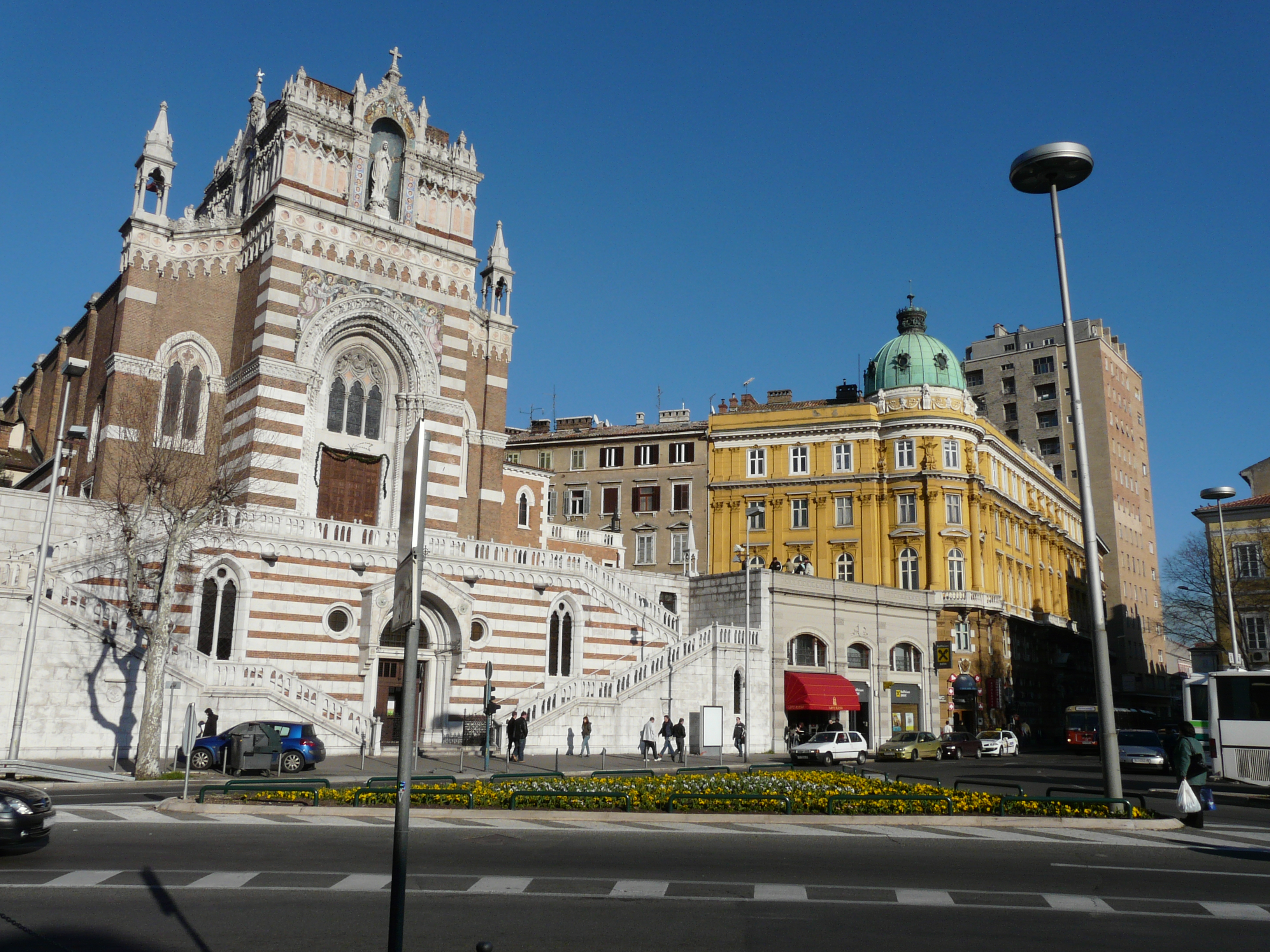